# Virgin Radio (Великобритания)
Virgin Radio UK — британская радиостанция в формате Hot Adult Contemporary, запущенная 30 марта 2016 года Wireless Group. Вторая реинкарнация Virgin Radio в Великобритании: первая радиостанция с этим названием просуществовала с 1993 по 2008 год.
Virgin Radio UK (как и её итальянская версия) не придерживается формата contemporary hit radio, как одноимённая глобальная радиосеть.

## История
Была запущена 11 часов утра 30 марта 2016 года, вещание велось из Virgin Trains на пути из Манчестера в Лондон. Вели эфир Эдит Боуман и Мэттом Ричардсоно, первой песней стала кавер-версия «Changes» Дэвида Боуи Гэвином Джеймсом.
На момент запуска радиостанция была доступна 75 % населения Великобритании через цифровое радио и онлайн-вещание, жителям других стран она была не доступна к прослушиванию.
3 сентября 2018 года ранее работавший на оригинальной Virgin Radio Крис Эванс сообщил о своём переходе на её наследницу в январе следующего года, спустя 13 лет работы на BBC Radio 2. Первый выпуск его утренней программы прошёл 21 января 2019.
7 января 2019 года Virgin Radio присоединилась к спутниковым платформам Sky и Freesat.

## Сестринские радиостанции
21 декабря 2018 года Wireless запустила две новые DAB+ радиостанции под брендом Virgin: Virgin Radio Anthems (гитарная классическая музыка 1980-х и 1990-х годов) и Virgin Radio Chilled (акустическая музыка для релаксации). После появления «Virgin Anthems», оригинальная Virgin сменила слоган на «The Chris Evans Breakfast Show and Classic Tracks». 30 декабря 2019 года Virgin Radio UK запустила на DAB+ третье ответвление: Virgin Radio Groove (музыка в стиле motown, соул и диско).